# 松原湖站
松原湖站（日语：／ Matsubarako eki */?）是位於長野縣南佐久郡小海町大字豐里，東日本旅客鐵道（JR東日本）的小海線車站。
車站位於海拔986米，在JR車站中排名第9高。

## 歷史
- 1932年（昭和7年）12月27日：國鐵小海線 佐久海之口站至小海站之間開通，此站啟用[3]。為旅客和貨物車站。
- 1933年（昭和8年）7月27日：隨小海南線開通，小海線改名為小海北線。
- 1935年（昭和10年）11月29日：隨著清里站至信濃川上站之間開通，小海北線和小海南線合併成為小海線。
- 1960年（昭和35年）6月1日：結束貨物起卸業務。
- 1987年（昭和62年）4月1日：伴隨國鐵分割民營化，車站由東日本旅客鐵道（JR東日本）營運[4]。

## 車站構造
車站是一座地面車站，設有1面1線單式月台。此站當初設有列車交會設施。
此站是無人車站。

## 使用狀況
根據「長野縣統計書」，以下為1日平均乘車人次：
- 2007年度 - 15人[1]
- 2009年度 - 11人[1]
- 2010年度 - 12人
- 2011年度 - 11人

此站是在小海線內較少乘客使用。

## 車站周邊
車站名稱「松原湖」距離此站2公里。
- 國道141號（日语：国道141号）
- 千曲川

## 相鄰車站
東日本旅客鐵道（JR東日本）
■小海線
海尻－松原湖－小海

## 注腳
1. 1 2 3 4 5 6 7 8 9 10 11  信濃毎日新聞社出版部. . 信濃毎日新聞社. 2011-07-24: 153. ISBN 9784784071647 （日语）.
2. 1 2  緯度経度付き全国沿線・駅データベース （页面存档备份，存于）（日語） - 公益財團法人國土地理協會，2015年8月6日參閲。
3. ↑  「鉄道省告示第530号」『官報』1932年12月21日（國立國會圖書館數碼化收藏）
4. ↑  曾根悟（監修）. 朝日新聞出版分冊百科編集部（編集） , 编. . 週刊朝日百科. 3号 飯田線・身延線・小海線. 朝日新聞出版. 2009-07-26: 27 （日语）.
5. ↑  . 週刊朝日百科. 12号 大宮駅・野辺山駅・川原湯温泉駅ほか92駅. 朝日新聞出版. 2012-10-28: 26 （日语）.

## 外部連結
- 車站資訊（松原湖）：東日本旅客鐵道（日語）